# Bauhäusle

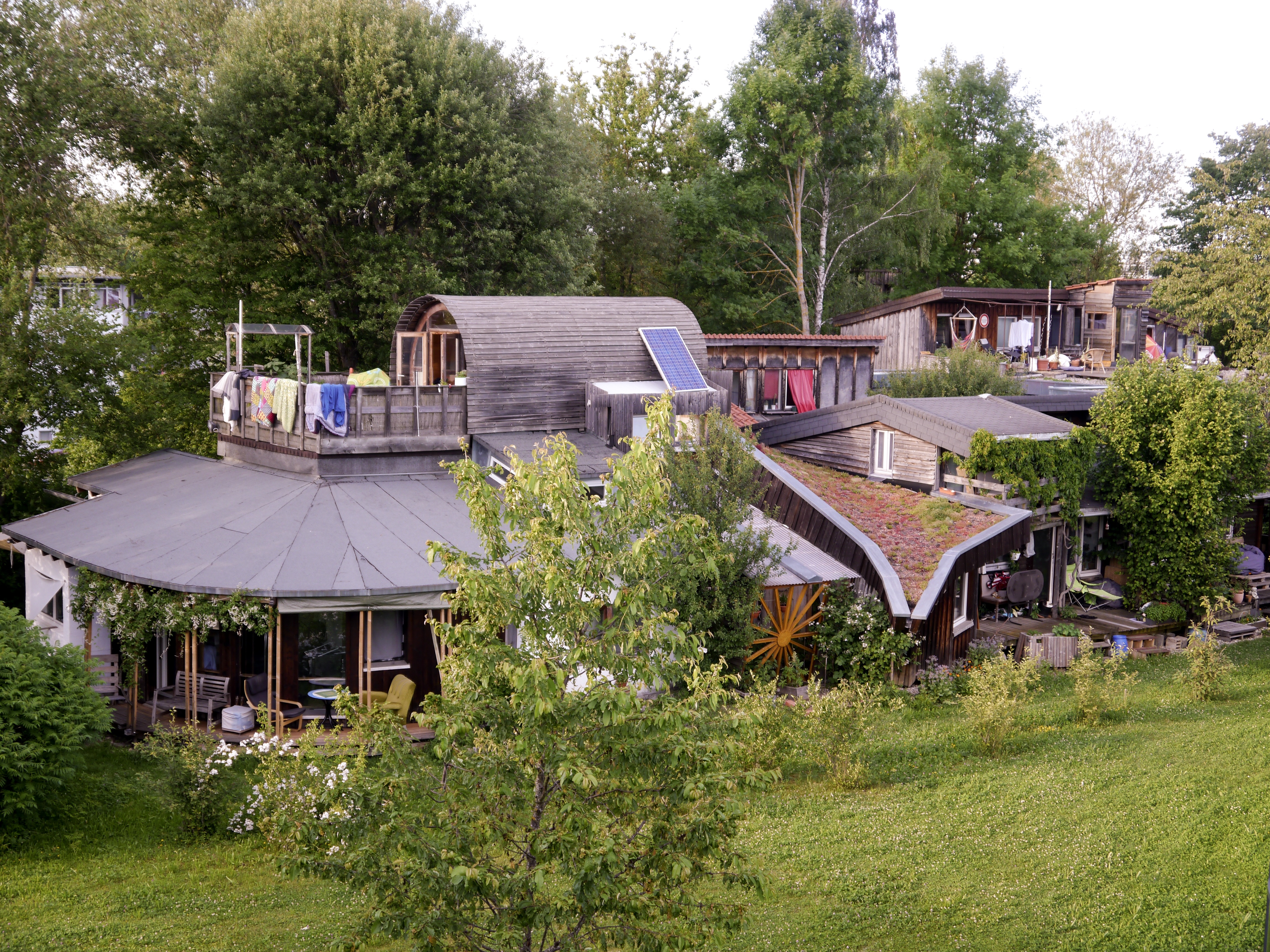
Das Bauhäusle, Juni 2017

Das Bauhäusle ist das erste nachhaltig gebaute Studentenwohnheim in Deutschland mit Platz für 30 Studierende auf dem Campus der Universität Stuttgart in Stuttgart-Vaihingen. Geplant und gebaut wurde das Wohnheim 1981 bis 1983 von mehr als 200 Studierenden unter der Aufsicht der Architekten Peter Sulzer und Peter Hübner. Unter dem Motto „Lernen durch Selberbauen“ entstanden, gilt das Bauhäusle als Vorzeigeprojekt des Social Design und des partizipativen Bauens in der Architektur.

## Entstehung
Im Rahmen der Suche nach zeitgemäßen Lehrformen für Studierende des Studiengangs Architektur starteten die Professoren und Mitarbeiter des Lehrstuhls Baukonstruktion I der Universität Stuttgart 1980 ein Projekt: 440 Studierende erarbeiteten in einer einjährigen, intensiven Unterrichts- und Planungsphase in 32 Kleingruppen Entwürfe für je ein Zimmer. Der zentrale Gemeinschaftsbau mit Küche, Aufenthaltsraum, Toiletten und Duschen wurde von den Lehrenden geplant. Um ihn gruppierten sich die zu neun Baugruppen zusammengefassten Zimmer. Der erste Spatenstich erfolgte 1981, im Juni 1982 wurde das in Anlehnung an das Bauhaus ironisch und schwäbisch verniedlichend sogenannte „Bauhäusle“ dem Studierendenwerk Stuttgart übergeben. Mehr als 200 Studierende beteiligten sich am Bau mit Recycling- und Naturmaterialien – vor allem Holz – unter dem Motto „Lernen durch Selberbauen“.
So entstand ein Häuserhaus, das sich von innen nach außen erschließt, eine „ruppige, wilde Assemblage sehr verschiedener, um einen Gemeinschaftsraum gruppierter Häuser, die durch ihre eigenwillige, auch bizzare Form“ auffallen: Beispielsweise durch Dächer in Gestalt einer Tonne und eines hyperbolischen Paraboloids; ein Ein-Zimmer-Haus hat die (konstruktiv begründete) Form eines Fächers und vier Zimmer sind windmühlenflügelartig um einen gemeinsamen Turm angeordnet.

## Konzept
Das Bauwerk gilt als Vorzeigeprojekt für partizipatives Bauen: Die Studierenden sollten es anschließend auch bewohnen und zeigen, ob gemeinsam planen, bauen und wohnen auch ein verändertes soziales Verhalten zu erzeugen imstande ist. Das Bauwerk sollte durch die Realität geprüft werden und die Möglichkeit bieten, es in der Auseinandersetzung auch verändern zu können. Das dahinterliegende Konzept versteht Architektur nicht als fertiges Ergebnis, sondern vielmehr als einen sich ständig verändernden, neuen Bedingungen folgenden Prozess. Diese Bauwerke „wollen lieber erden- und menschennahe sein, auf provozierende Weise auch populär und spielerisch, sie sollen Gefühle wecken und die Phantasie bewegen.“ Die strukturalistische Bauweise, in deren Zentrum der Mensch steht, verstand sich als bewussten Gegenentwurf gegenüber der anonymen, monotonen Großstadtbauweise. Der Bau des Gemeinschaftsbereiches besteht aus einer Holzskelettkonstruktion, die Einzelteile der Ausbauelemente wurden möglichst verschnittfrei verwendet. Aus ihren Fertigungsmaßen ergab sich für das Gebäude das modulare Raster – eine von dem englischen Architekten Walter Segal entwickelte Methode, die jedermann dazu befähigen sollte, mit einfachsten Mitteln selbst ein Gebäude zu errichten. Die Konstruktion des Bauhäusles ist im Innenraum sichtbar: das Tragwerk, Aussteifungsbalken und Stabdübel an den Verbindungsknoten blieben unverkleidet. Als weitere Vorbilder gelten neben Segal und dessen partizipativ errichteten Siedlungen in Lewisham die radikalen Ansichten Christopher Alexanders und des Kritikers „unmenschlicher Architektur“ Hugo Kükelhaus.

## Wirkung
Weil „die Welt genug unter fertiggestellter Architektur gelitten“ habe, verbanden die Erbauer mit dem Bauhäusle den Wunsch, dass „diese hier auf ewig unvollendet bleibe, also lebendig.“ Ursprünglich auf ein zehnjähriges Bestehen ausgerichtet, besteht das Bauhäusle seit über 30 Jahren und gilt als schönstes, schrägstes und zugleich günstigstes Wohnheim der baden-württembergischen Landeshauptstadt. Das Konzept initiierte ähnliche Projekte, z. B. den Bau des Studierendenwohnheims ESA in Kaiserslautern oder der Erdhügelhäuser in Stuttgart-Hohenheim. Für beide Professoren markierte das Bauhäusle einen Wendepunkt in ihrer Karriere. Sie avancierten zu Erbauern der größten partizipativen Gebäude und Siedlungen in Europa – meist Holzbauten.